# Beto Guedes
Alberto de Castro Guedes, mais conhecido como Beto Guedes (Montes Claros, 13 de agosto de 1951), é um cantor, compositor e multi-instrumentista brasileiro. Ficou conhecido por seu trabalho como músico e compositor nos álbuns Clube da Esquina I e II, de Milton Nascimento e Lô Borges, e pelo sucesso em sua carreira individual iniciada em 1977 com o LP A Página do Relâmpago Elétrico. É co-autor de sucessos como "Amor de Índio", "Sol de Primavera", "Lumiar", "O Sal da Terra", entre outros.

## Biografia
Beto Guedes é filho de Godofredo Guedes, compositor e músico, que nos discos solo de Beto é homenageado sempre com a regravação de uma de suas composições. Beto, desde a adolescência tocava em bandas e aos 18 anos participou do V Festival Internacional da Canção, com "Feira Moderna", sua parceria com Lô Borges e Fernando Brant. Tendo a música mineira como uma de suas principais influências (ao lado do rock dos anos 1960 e dos choros que o pai seresteiro compunha), participou ativamente do Clube da Esquina, que projetou nacionalmente os compositores mineiros contemporâneos (de nascimento ou de coração), como Milton Nascimento, Lô Borges, Fernando Brant e o próprio Beto Guedes.
Foi acompanhado pelo também mineiro grupo 14 Bis e em 1977 lançou o primeiro LP, A Página do Relâmpago Elétrico, que superou expectativa comercial. No ano seguinte, o disco Amor de Índio traz na faixa-título o maior sucesso de sua carreira. Em 1986 saiu o LP Alma de Borracha pela Odeon, dando-lhe seu primeiro disco de ouro, ultrapassando a marca de 200 mil cópias vendidas, muito desse sucesso devido à canção "Lágrima de Amor", que entrou para a trilha de Brega & Chique. Anos antes, outro grande sucesso dele, "Sol de Primavera", foi tema de abertura da telenovela Marina (1980).
Beto Guedes sempre se cercou de grandes músicos e compositores, tanto na gravação de seus discos quanto em suas apresentações. Ronaldo Bastos, Márcio Borges, Fernando e Murilo Antunes são seus principais parceiros, mas Beto já fez canções também com Lô Borges, Milton Nascimento, Tavinho Moura, Caetano Veloso, Luís Carlos Sá (Sá & Guarabyra), entre outros compositores.
Atualmente segue a carreira solo, e seus LPs foram relançados no formato de CD pela EMI em 1997. Em 1998 gravou Dias de Paz, uma seleção de releituras que inclui duas inéditas.
Em 2010 foi gravado o segundo DVD do cantor e compositor mineiro Beto Guedes, Outros Clássicos (Biscoito Fino) traz composições menos conhecidas da obra do artista. Isso porque os maiores sucessos já haviam sido lembrados no primeiro trabalho audiovisual de Guedes, 50 Anos ao Vivo, lançado em 2001.
Desta vez, há espaço para sucessos como “Veveco, Panelas e Canelas”, “O Medo de Amar” e "A Página do Relâmpago Elétrico", além de faixas que somente os fãs vão lembrar, tais como "Rio Doce", a instrumental "Nena" e "Meu Ninho", com participação especial de Daniela Mercury. Também lançado em CD, o projeto foi gravado no Palácio das Artes, em Belo Horizonte, em julho do ano passado.
Beto Guedes vem se apresentando com sua banda Brasil afora, tendo como integrantes frequentes seu filho Ian Guedes (guitarra), Adriano Campagnani (baixo) Esdras "Neném" Ferreira e Arthur Resende (bateria) e Will Motta (teclados), que está na banda desde 2017, após o falecimento do tecladista e compositor Claudio Faria, o artista também é pai de Gabriel Guedes que seguiu seus passos na música e é avô de duas netas: Lira e Júlia.

## Discografia
- 1973 - Beto Guedes, Danilo Caymmi, Novelli e Toninho Horta
- 1977 - A Página do Relâmpago Elétrico
- 1978 - Amor de Índio
- 1979 - Sol de Primavera
- 1981 - Contos da Lua Vaga
- 1984 - Viagem das Mãos
- 1986 - Alma de Borracha
- 1987 - Beto Guedes Ao Vivo
- 1991 - Andaluz
- 1998 - Dias de Paz
- 2002 - 50 anos ao vivo
- 2004 - Em Algum Lugar
- 2010 - Outros Clássicos - Beto Guedes ao vivo

Participações
- 1972 - Milton Nascimento e Lô Borges: Clube da Esquina
- 1975 - Milton Nascimento: Minas
- 1975 - Milton Nascimento, Beto Guedes e Som Imaginário: Norwegian Wood (This Bird Has Flown) / Caso Você Queira Saber (compacto)
- 1979 - Milton Nascimento: Clube da Esquina 2

## Trilhas sonoras
A canção Sol de Primavera foi tema de abertura da telenovela Marina, da Rede Globo, em 1980. Beto Guedes teve outras canções inseridas nas trilhas de telenovelas, entre elas, Tudo em Você, da trilha de Selva de Pedra, Lágrima de Amor, da trilha de Brega & Chique e  Maria Solidária, na telenovela Coração de Estudante, de 2002.